# Thaumalea zwicki
Thaumalea zwicki är en tvåvingeart som beskrevs av Wagner 1980. Thaumalea zwicki ingår i släktet Thaumalea och familjen mätarmyggor.
Artens utbredningsområde är Serbien. Inga underarter finns listade i Catalogue of Life.